# Владімиро Монтесінос
Монтесінос Торрес Владамиро Ленін Ілліч (ісп. Montesinos Torres Vladimiro Lenin Ilich; нар. 20 травня 1946) — багаторічний глава перуанської розвідки, чиї викривальні корупції у вищих ешелонах влади відеозапису, показані по телебаченню в 2000 році, зумовили відставку президента Фухіморі. Надалі виїхав із країни, але все одно зазнав кримінального переслідування і опинився у перуанській в'язниці. За даними розслідувань, він причетний до великої кількості злочинів, включаючи отримання хабарів від наркоторговців. Є кузеном ув'язненого терористичного лідера Оскара Раміреса Дуранда, відомого також як Feliciano. Монтесінос — дво-юрідний брат ув'язненого лідера терористів Оскара Раміреса Дюрана, відомого як "Фелісіано", лідера "Сяючого шляху".

## Біографія
Народився у місті Арекіпа у родині комуністів.
За правління лівих у Перу зробив кар'єру в армії, отримавши чин капітана.
У 1976 році звинувачувався в шпигунстві на користь США (розсекречені потім у цій країні документи говорять лише про співпрацю з метою недопущення конфлікту Перу з Чилі, який неминуче став би черговим витком Холодної війни), за що отримав рік в'язниці і був звільнений з військової служби. У роки президентства Фухіморі обіймав посаду начальника національної розвідувальної служби, яке ім'я пов'язували з репресіями проти політичних противників лідера. Він контролював ЗМІ Перу та брав участь у підкупі конгресменів, офіцерів та муніципальних службовців, таємно знімаючи ці зустрічі на камеру. 2000 року, на тлі скандалу з постачанням зброї ФАРК, він оприлюднив ці записи, після чого виїхав із країни.
Монтесінос був засуджений до ув'язнення за звинуваченням у розтраті, дачі хабарів, незаконному утриманні влади та іншим. Також він згадувався як спільник гендиректора компанії «Росозброєння» Євгена Ананьєва у справі про хабарі у зв'язку з придбанням Перу російських літаків Міг-29 1998 .
У серпні 2004 року уряд США повернув до Перу 20 млн доларів з активів Монтесіноса, які були розміщені в двох банках США.
У вересні 2006 року засуджений до 20 років в'язниці за участь в угоді з транспортування автоматів з Йорданії до Колумбії. Зброя призначалася повстанцям ФАРК.
У 2007 р. постав перед судом за звинуваченням у віддачі в 1996 році наказу про розстріл терористів, захоплених перуанським спецназом під час оволодіння будівлею японського посольства, де члени руху імені Тупака Амару утримували заручників. У 2012 році він був виправданий за цим звинуваченням.
У серпні 2012 року був виправданий у справі про контрабанду наркотиків.
Станом на кінець 2017 року утримується у в'язниці на військовій базі в Кальяо, яку сам наказав збудувати у 1990-ті.
Після загальних виборів 2021 року в Перу стався витік аудіозаписів, які вважаються "Vladi-аудіо", що свідчать про те, що Монтесінос нібито брав участь у щонайменше 17 стаціонарних телефонних дзвінках, перебуваючи в ув'язненні у в'язниці суворого режиму CEREC, намагаючись не допустити лівого кандидата в президенти Педро Кастільйо до влади і захистити Кейко Фухіморі від ув'язнення.